# Giao tiếp linh hồn

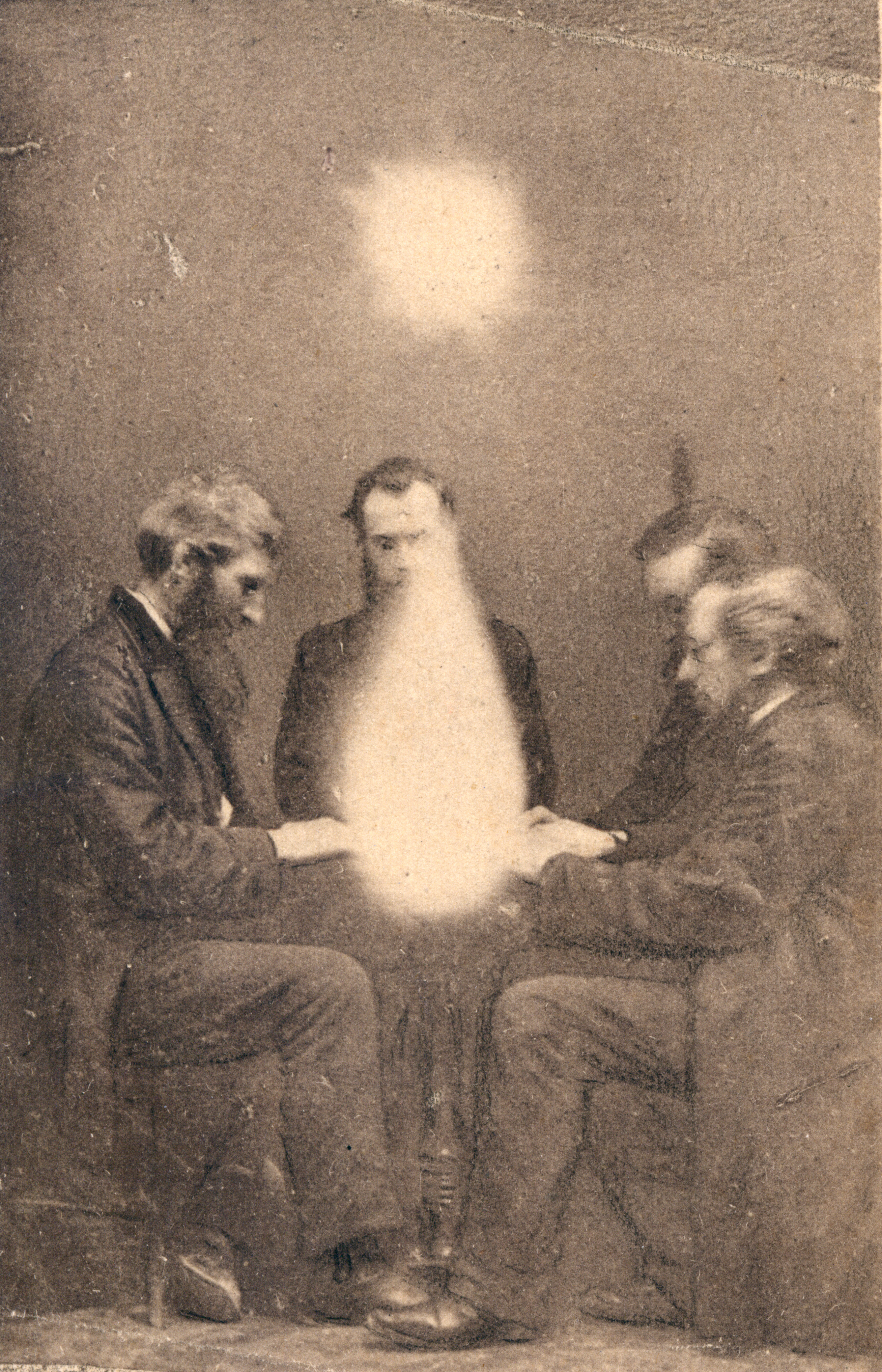
Séance được thực hiện bởi John Beattie, Bristol, Anh, 1872

Giao tiếp linh hồn, hay mediumship, là thực hành giao tiếp trung gian có chủ đích giữa linh hồn của người chết và người sống. Các thực hành viên được gọi là các "phương tiện" (mediums) hoặc "phương tiện linh hồn" (spirit mediums). Có nhiều loại mediumship khác nhau, bao gồm channeling và cầu cơ (ouija).
Con người đã say mê liên lạc với người chết kể từ khi thuở sơ khai. Những bức tranh hang động của người Úc bản địa có niên đại 28.000 năm, một số hình vẽ đầu lâu, xương, linh hồn và thế giới bên kia. Các bức tranh hang động khác ở Indonesia có niên đại hơn 10.000 năm. Mediumship trở nên phổ biến trong thế kỷ XIX, khi các bảng ouija được giới thượng lưu sử dụng như một nguồn giải trí. Các cuộc điều tra trong giai đoạn này cho thấy lừa đảo trên diện rộng, với một số học viên sử dụng các kỹ thuật được sử dụng bởi các pháp sư sân khấu, và thực tế bắt đầu mất uy tín. Gian lận vẫn còn đầy rẫy trong ngành công nghiệp phương tiện/ nhà ngoại cảm, với các trường hợp lừa dối và gian lận được phát hiện cho đến nay.
Các nhà nghiên cứu khoa học đã cố gắng xác định tính hợp lệ của các yêu sách của mediumship. Một thí nghiệm được thực hiện bởi Hiệp hội Tâm lý học Anh đã dẫn đến kết luận rằng các đối tượng thử nghiệm đã chứng minh không có khả năng trung gian. Một số biến thể khác nhau của mediumship tồn tại; được cho là các hình thức nổi tiếng nhất liên quan đến một linh hồn cố tình kiểm soát giọng nói của một phương tiện và sử dụng nó để chuyển tiếp một thông điệp, hoặc nơi phương tiện chỉ đơn giản là "nghe" tin nhắn và chuyển nó đi. Các hình thức khác liên quan đến việc vật chất hóa tinh thần hoặc sự hiện diện của giọng nói và hoạt động điện từ.
Việc thực hành được kết hợp với một số hệ thống tín ngưỡng tôn giáo như Vodun, chiêu hồn thuật (spiritualism), thông linh luận (spiritism), Candomblé, Voodoo, Umbanda và một số nhóm Thời đại Mới.

## Khái niệm
Trong thông linh luận và chiêu hồn thuật, phương tiện có vai trò trung gian giữa thế giới của người sống và thế giới của linh hồn. Các phương tiện tuyên bố rằng họ có thể lắng nghe và chuyển tiếp các thông điệp từ các linh hồn, hoặc họ có thể cho phép một linh hồn điều khiển cơ thể của họ và nói chuyện trực tiếp hoặc bằng cách sử dụng viết tự động (automatic writing, psychography) hoặc vẽ tự động (surrealist automatism). Các nhà tâm linh phân loại các loại tàu trung gian thành hai loại chính: "tâm thần" và "thể chất":
- Các phương tiện tâm thần cố tình "điều chỉnh" đến thế giới linh hồn bằng cách lắng nghe, cảm nhận hoặc nhìn thấy các linh hồn hoặc biểu tượng
- Các phương tiện vật lý được cho là tạo ra sự vật chất hóa của các linh hồn, sự trừng phạt của các vật thể và các hiệu ứng khác như gõ cửa, đọc rap, rung chuông, v.v. bằng cách sử dụng "ngoại bào" được tạo ra từ các tế bào của cơ thể họ và của những người tham dự séance.

Trong các séance, phương tiện được cho là đi vào trạng thái, thay đổi từ nhẹ đến sâu, cho phép các linh hồn kiểm soát tâm trí của họ.
Làm kênh chuyển thông tin (channelling) có thể được xem là hình thức hiện đại của mediumship cũ, nơi "kênh" (hay channeller) cố tình nhận được thông điệp từ "linh hồn giảng dạy", một "bậc thầy thăng thiên", từ Thiên Chúa, hoặc từ một thực thể thiên thần, nhưng về cơ bản thông qua bộ lọc của ý thức thức dậy của chính mình (hoặc "Tự Cao" - "Higher Self"). Tuy vậy nó vẫn không có đủ bằng chứng cũng như cơ sở khoa học để được chấp nhận.